# بندر دوحه
بندر دوحه یک منطقه بندری سرشماری شده در قطر است که در شهرداری دوحه واقع شده‌است. بندر دوحه ۱٫۵ کیلومتر مربع مساحت دارد.بندر دوحه در مرکز دوحه واقع شده‌است و در مجاورت برخی از محبوب‌ترین مقاصد گردشگری کشور مانند کورنیش دوحه و سوق واقف قرار دارد. تا زمان افتتاح بندر حمد در دسامبر ۲۰۱۶، بندر دوحه تنها بندر تجاری کشور بود که قادر به پردازش بیشتر انواع محموله بود. بلافاصله پس از راه اندازی بندر حمد در دسامبر ۲۰۱۶ در نزدیکی الوکره، بندر دوحه کلیه عملیات تجاری خود را به حالت تعلیق درآورد.